# فجن أوف لوف (أغنية ماريا كاري)
«رؤية الحب» هي أغنية من قبل المغنية والمؤلفة الأمريكية ماريا كاري، وكانت بمثابة الأغنية المنفردة الأولى لماريا كاري، من ألبومها الأول الذي يحمل نفس اسمها ماريا كاري، من تأليف ماريا كاري وبن مارغوليز، تم إصدار «رؤية الحب» في 15 مايو عام 1990 من قبل تسجيلات كولومبيا، بعد أن كانت الأغنية في شريط ماريا التجريبي من اجل تسجيلات كولومبيا، تم إعادة كتابة الأغنية وإنتاجها من قبل ريت لورانس ونارادا مايكل والدن. «رؤية الحب» تتميز بنوع الإيقاع البطيئ-الراقص، بدعم غناء مساند وهي ماريا بنفسها، أيضاً باستخدام قدرة ماريا الصوتية وهي التصفير أثناء الغناء، بشكل غنائي، الأغنية تصف العلاقة في الماضي والحاضر مع عشيق، ماريا تصف «رؤية الحب» بأنها كانت تحلم، وكذلك في حب الحاضر التي تشعر به.
تم تصوير فيديو كليب الأغنية في أبريل 1990. يتميز الفيديو بوجود ماريا في كاتدرائية كبيرة، حيث كانت تتأمل وتغني عند نافذة كبيرة منحوتة. تم أداء «روية الحب» في عدد من البرامج وحفلات توزيع الجوائز، مثل برنامج أوبرا وينفري، قاعة عرض ارسينيو وفي الحفل السنوي جوائز الغرامي. تم أداء الأغنية تقريباً في جميع حفلات وجولات ماريا، الأغنية موجودة في ألبوم ماريا الحي إم تي في غير موصول (1992)، وفي العديد من الألبومات التجميعية الخاصة لماريا، رقم 1 (1998)، أعظم الأغاني الناجحة (2001)، الأغاني العاطفية (2008).
«رؤية الحب» أشادت بها نقاد الموسيقى المعاصرة، الأغنية قيمت على استخدام قدرة ميليسما إلى الموسيقى الحديثة والملهمة لعدة فنانين لممارسة مهنة الموسيقى. مجلة نيويوركر سميت «رؤية الحب» ماجنا كارتا من استخدام ميليسما، ماريا كان لديها تأثير على مغنيون البوب والآر أند بي على مشتركين أمريكان آيدول. بالإضافة إلى ذلك، مجلة رولينغ ستون قالت بأن: «الأوتار كأنها نسائم من الملاحظات التي تزين الأغاني مثل رؤية الحب»، ألهمت العديد من المتسابقين في أمريكان آيدول، للأفضل أو أسوأ من ذلك، وتقريباً كل فنانة أخرى تغني الآر أند بي منذ التسعينات. تصدرت الأغنية في المخططات الفردية في كندا، نيوزيلندا والولايات المتحدة، حيث بقيت الرسم البياني لمدة أربع أسابيع متتالية.

## الخلفية والتسجيل
طوال عام 1986، كانت ماريا قد بدأت بالفعل في كتابة الموسيقى أثناء وجودها في المدرسة الثانوية. بعد تأليف أغنية مع صديق لها، غافين كريستوفر، التقت ماريا لاعب طبال وشاعر ملحن شاب، بن مارغوليز. بعد لقائهم الأول أصبحوا أصدقاء، بدأوا في قضاء الوقت في استوديو والده القديم، وكتابة المواد وتأليف أغنيات جديدة. معاً، كان عنوان أول أغنية تجمعهم بعنوان «ها نحن نذهب في جولة ثانية»، على الرغم من أن الأغنية كانت أول تكوين لماريا، لكن لم تسجل الاغنية أبداً بسبب توقيع ماريا المفاجئ إلى تسجيلات كولومبيا. في نفس السنة، كانوا قد انتهوا سبع أغنيات لشريط ماريا التجريبي، منهم كانت نسخة غير منتهية من «رؤية الحب». في مقابلة مع فريد برونسون، وصفت ماريا كيف التقت مع مارغوليز وعملتع معه.

«دعونا شخص ليأتي للكن لم يستطع الحضور، وذلك عن طريق الصدفة وافقنا على بن [مارغوليز]، جاء بن إلى الأستوديو، لم يكن يعرف أن يعزف أورغ كهربائي بشكل جيد للغاية - كان بارع في قرع الطبول - ولكن بعد ذلك اليوم، بقينا على اتصال، وبدانا في كتابة الأغاني».

بعد لقائها مع بريندا كي. ستار وأثناء إدخالها إلى تومي موتولا، الرئيس المقبل لـسوني للترفيه الموسيقي، تم إعادة عمل الأغنية في استوديو محترف، بمساعدة اثنين من المنتجين. سافرت ماريا إلى لوس انجلس من أجل العمل مع ريت لورانس، واحد من المنتجين الرئيسين في الألبوم. بعد الأستماع إلى النص الأصلي للأغنية، وصفها لورانس بأنها «خليطة من نوع الخمسينات». بعد موافقة ماريا على تغيير الأغنية، ريت بدأ في تغيير الإيقاعات. «رؤية الحب» تم تسجيلها في استوديوهات الأفق في نيويورك، مع اشتراك ريت لورانس وراء لوحة المفاتيح، بن مارغوليز على الطبال، عازف قيثارة ماركوس ميلر، مبرمج الطبال رن كلايسي وعازف الإيتار جيمي ريب. أخذ ريت لورانس صوت ماريا من الأغنية التجريبية، واستخدمها في غناء الخلفية للنسخة الأغنية النهائي. بعد إضافة آلات المختلفة للأغنية، أنتج ريت لورانس ونارادا مايكل والدن «رؤية الحب».

## البنية الموسيقية
«رؤية الحب» هي أغنية عاطفية، تتميز بنوع البوب وتأثيرات الآر أند بي. الأغنية تتضمن غناء احتياطية ثقيلة خلال جسر الأغنية وميزات التصفير أثناء الغناء وميليسما. وصف الكاتب كريس نيكسون الأغنية:

«[رؤية الحب] كانت أغنية مثالية لصوتها. مع وتيرة بطيئة-راقصة مثالية، لقد تمكنت من التأرجح، مع غناء خلفية ماريا في (نفسها متعددة متعقبة) الرد على صدارتها. في الجوقة النهائية، توجه صوتها نحو تلك المذكرات علامة تجارية عالية قبل الصكوك والأنقطاع، تاركه ماريا في الغناء وسيلة لها للخروج إلى ذروة اللحن وحده.»

## المحتوى الغنائي
كلمات الأغنية لديها تفسيرات مختلفة، وتشار إلى العلاقات من قبل النقاد. قد لاحظ البعض العلاقة ما بين ماريا والله، بينما النقطة الأخرى أصله مع عشيق. قد أسفرت ماراي على حد سواء، في الوقت الذي تدعي ان يكون لهم اتصال إلى طفولتها والعقبات عندما يكبرون. كتب مايكل سليزاك: ""على الرغم من أنه لم يتضح ما إذا أنها تحتفل بحب علماني أو علاقتها مع أعلى سلطة، هذه القصة ضخمة هي قريبة من تجربة الأستماع لشبه دينية"."

## الأداء التجاري
في الولايات المتحدة، «رؤية الحب» دخلت الرسم البياني بيلبورد الساخن 100 في المركز 73 خلال الأسبوع الممتد من 2 يونيو 1990، وصلت إلى القمة بعد تسعة أسابيع في وقت لاحق. بقيت الأغنية المركز الأول لمدة أربعة أسابيع متتالية، واحتلت المرتبة السادسة في الرسم البياني بيلبورد الساخن في نهاية العام. كما تصدرت الريم البياني لأغاني الآر أند بي/هيب-هوب لمدة أسبوعين وفي المسارات المعاصرة للكبار لمدة ثلاثة أسابيع. في أغسطس 1990، تم اعتماد الأغنية ذهبي من قبل رابطة صناعة التسجيلات الأمريكية (RIAA)، تدل على الشحنات من أكثر من 500,000 وحدة. في كندا، «رؤية الحب» دخلت المخططات الكندية المركز 75، خلال الأسبوع الممتد 7 يوليو 1990. في الأسبوع الثامن على الرسم البياني، وصلت الأغنية المركز الأول. بقيت على الرسم البياني مجموعة 17 أسبوعاً. «رؤية الحب» احتلت المركز الثامن على الرسم البياني في نهاية عام 1990. «رؤية الحب» دخلت المخططات الأسترالية المركز 45 خلال الأسبوع الممتد من 12 أغسطس 1990. وصلت من بعدها المركز التاسع، وقضت مجموعة 15 أسبوعاً في المخططات قبل خروجها في 25 نوفمبر. تم اعتماد الأغنية ذهبي من قبل صناعة التسجيلات الأسترالية جمعية (ARIA)، تدل على الشحنات من أكثر من 35,000 وحدة. في هولندا، دخلت الأغنية على الرسم البياني المركز 99 بعد ذلك وصلت إلى الثامن، خلال الأسبوع الممتد من 14 يوليو. قضت الأغنية مجموعة 17 أسبوعاً في الرسم البياني. «رؤية الحب» دخلت المخططات الفرنسية المركز 39 بتاريخ 11 نوفمبر 1990. بعد ذلك وصلت إلى المركز 25، قضت مجموعة 14 أسبوعاً على الرسم البياني. في أيرلندا، وصلت الأغنية في المخططات المركز العاشر، وقضت ستة أسابيع في المخططات. «رؤية الحب» احتلت المركز الأول في الرسم البياني في نيوزيلندا لمدة أسبوعين متتاليين. قضيت مدة 24 أسبوعاً في الرسم البياني، تم اعتماد الأغنية ذهبي من قبل اتحاد صناعة التسجيلات في نيوزيلندا (RIANZ)، تدل على شحنات أكثر من 7,500 وحدة. في المملكة المتحدة، دخلت الأغنية في المخططات المركز 74، خلال الأسبوع الممتد من 4 أغسطس 1990. «رؤية الحب» وصلت المركز التاسع في الأسبوع السابع، قضت مجموعة 12 أسبوعاً في الرسم البياني. وفقا لإم تي في، تقدر المبيعات في المملكة المتحدة أكثر من 170,000 وحدة.

## الجوائز والترشيحات
| السنة | الحفل                          | الفئة                                  | النتيجة |
| ----- | ------------------------------ | -------------------------------------- | ------- |
| 1991  | جوائز المخططات الموسيقية       | أفضل أغنية منفردة لفنانة               | فوز     |
| 1991  | جوائز البوب بي إم إي الموسيقية | أفضل كاتب أغاني                        | فوز     |
| 1991  | جوائز الغرامي                  | أفضل أداء بوب صوتي لفنانة              | فوز     |
| 1991  | جوائز الغرامي                  | أغنية السنة                            | رُشِّح     |
| 1991  | جوائز الغرامي                  | تسجيل السنة                            | رُشِّح     |
| 1991  | جوائز قطار السول الموسيقية     | أفضل أغنية منفردة آر أند بي/سول لفنانة | فوز     |
| 1991  | جوائز قطار السول الموسيقية     | أغنية السنة                            | رُشِّح     |

## الفيديو كليب
معلومات عن الفيديو كليب
- المخرج: (بويان بازيلي)
- البطولة: (ماريا كاري)
- الصوت: (ماريا كاري)
- المدة: 3:28

## قائمة أغاني الأغنية المنفردة
| - حول العالم سبع" أغاني منفردة 1. «رؤية الحب» 2. مقتطفات خاصة من الألبوم الأول «سجين/كل ما في عقلك/يوما ما» - المملكة المتحدة سبع" أغاني منفردة 1. «رؤية الحب» 2. «أرسلت من فوق» | - المملكة المتحدة قرص مضغوط منفرد طويل 1. «رؤية الحب» 2. «أرسلت من فوق» 3. مقتطفات خاصة من الألبوم الأول «سجين/كل ما في عقلك/يوما ما» |

## الرسوم البيانية والشهادات
| المخطط (1990)                               | المنصب |
| ------------------------------------------- | ------ |
| أستراليا                                    | 9      |
| كندا                                        | 1      |
| هولندا                                      | 8      |
| فرنسا                                       | 25     |
| ألمانيا                                     | 17     |
| أيرلندا                                     | 10     |
| نيوزيلندا                                   | 1      |
| السويد                                      | 17     |
| سويسرا                                      | 24     |
| المملكة المتحدة                             | 9      |
| الولايات المتحدة بيلبورد 100 الساخن         | 1      |
| الولايات المتحدة المسارات المعاصرة للكبار   | 1      |
| الولايات المتحدة لأغاني الآر أند بي/هيب-هوب | 1      |

| المخطط (1990)                             | المنصب |
| ----------------------------------------- | ------ |
| كندا                                      | 8      |
| هولندا                                    | 72     |
| الولايات المتحدة بيلبورد 100 الساخن       | 6      |
| الولايات المتحدة المسارات المعاصرة للكبار | 5      |

| المخطط (1990–1999)                  | المنصب |
| ----------------------------------- | ------ |
| الولايات المتحدة بيلبورد 100 الساخن | 91     |

| البلد            | الشهادات (المبيعات) |
| ---------------- | ------------------- |
| أستراليا         | ذهبي                |
| نيوزيلندا        | ذهبي                |
| الولايات المتحدة | ذهبي                |